# جزيرة كيس الجمال

تعديل مصدري - تعديل

جزيرة كيس الجمال هي أحد جزر اليمن وتقسم إدارياً كأحد أحياء مديرية المعلا بمحافظة عدن .